# Autosustenabilitate
Un sistem este autosustenabil (sau autosuficient) dacă se poate menține singur printr-un efort independent. Un sistem auto-sustenabil este:
1. nivelul la care sistemul poate să se susțină singur, fără suport extern;
2. fracțiunea de timp în care sistemul este autosustenabil.

Autosustenabilitatea este considerată ca fiind una dintre „ilități” și este strâns legată de sustenabilitate și disponibilitate. În literatura economică, un sistem care are calitatea de a se auto-usține, este legat de o autarhie.